# Annie Haslam
Annie Haslam (Bolton, Lancashire; 8 de junio de 1947) es una cantante, compositora y pintora británica. Es conocida por ser la vocalista de la banda de rock progresivo Renaissance desde 1971 y por su larga y variada carrera como solista. Tiene un registro vocal de cinco octavas. Desde 2002, Haslam ha desarrollado una carrera paralela como artista visual, produciendo pinturas sobre lienzo, instrumentos musicales pintados y giclées.

## Primeros años
Estudiante de moda en Cornualles, Haslam trabajó para un sastre de Savile Row en Londres. Allí escuchó el concierto de The Beatles en la azotea. Más tarde, en 1970, empezó a estudiar con la cantante de ópera Sybil Knight.

## Carrera

### Renaissance
En febrero de 1971, Haslam se convirtió en el nuevo vocalista de Renaissance tras responder a un anuncio de la revista británica Melody Maker y realizar una audición para la banda en Surrey. Charles Snider declaró: "La voz de Annie Haslam, que se eleva junto con la melodía, es la gran novedad. Mucho más West End que Carnaby Street, llegaría a definir a la banda".
Con Renaissance, Haslam fue la voz principal en siete álbumes de estudio durante su periodo clásico (1972-1979), cuatro álbumes de estudio desde 1981 hasta la actualidad y varios álbumes en directo.
En agosto de 1978, el sencillo de la banda "Northern Lights" alcanzó el top 10 en las listas de singles del Reino Unido.

### Solista
En 1977, Haslam inició su carrera en solitario con su álbum Annie in Wonderland, producido por Roy Wood, quien tocó la mayoría de los instrumentos musicales, hizo dúo con ella en un tema y actuó en el álbum Intergalactic Touring Band. Desde entonces ha publicado ocho álbumes de estudio, tres de ellos a través de su propio sello discográfico, White Dove. Haslam también ha colaborado con Steve Howe en varios proyectos. Su primer DVD en solitario es el Live Studio Concert de 2006. En 2006, Haslam publicó un EP titulado Night and Day, su primera grabación en solitario desde hacía varios años, con el grupo británico de rock Magenta.

### Concierto de Navidad
Desde 1999, Haslam ha representado cada año un espectáculo navideño llamado In the Spirit of the Holidays (En el espíritu de las fiestas), al principio en la iglesia luterana de Upper Tinicum y, desde 2006, en el teatro Sellersville de Sellersville (Pensilvania). El espectáculo navideño se ha celebrado todos los años excepto en 2012, debido a la muerte de su amigo y colega, Michael Dunford, en noviembre de ese año. Haslam declaró que "había demasiada tristeza en ese momento". En el programa se incluyen villancicos laicos y religiosos, así como composiciones propias y algunas canciones renacentistas.

## Vida personal
Haslam es vegetariana desde finales de los años ochenta. En 1993 le diagnosticaron un cáncer de mama al que sobrevivió y que le sirvió de inspiración para su álbum de 1994, Blessing in Disguise.
Haslam estuvo comprometida con el músico Roy Wood durante cuatro años, que más tarde describió como "cuatro de los años más divertidos de mi vida". En 1991, Haslam se casó con Marc I. Hoffman, de North Wales, Pensilvania. El matrimonio acabó en divorcio. Actualmente reside en el condado de Bucks, Pensilvania.